# Umučení svatého Matouše (Caravaggio)
Umučení svatého Matouše (italsky Martirio di San Matteo) je název obrazu namalovaného italským barokním malířem Caravaggiem.
Okolnosti vzniku tohoto obrazu jsou totožné se vznikem plátna Povolání svatého Matouše. Po obdržení zakázky se umělec pustil nejprve do práce na tomto díle.
Zadavatel obrazu, kardinál Matteo Contarelli, si v případě tohoto plátna představoval scénu zasazenou do prostředí velkolepé architektury chrámu. Podle něj Matouš měl být zabit při slavení mše a „bylo by lepší zobrazit ho, jak padá, ale ještě není mrtvý“. Měl být obklopen množstvím osob, které se modlí a svými gesty vyjadřují svůj žal a zděšení.
S těmito požadavky objednavatele se Caravaggio pustil do práce. Při tvorbě obrazu musel vycházet i z historického podání Matoušova příběhu. Podle něj apoštol Matouš působil jako misionář v Etiopii, kde obrátil na křesťanskou víru místní dívku jménem Ifigénie, snoubenku krále Hirtaka. Když se král dozvěděl, že se stala následovnicí Krista, strašně se rozzuřil. Podle Zlaté legendy (sbírky životopisů svatých, díla historika Jacoba de Voragine z let 1255–1266) poslal svého vojáka, který „našel Matouše, stojícího před oltářem v modlitbě, s rukama zvednutými k nebi. Bodl apoštola do boku a zabil ho, učiniv z něj mučedníka“.
Scéna působí na diváka dramaticky. Apoštol padá bodnut mečem během bohoslužby. Pravou rukou se natahuje za palmovou ratolestí mučedníka, kterou mu podává anděl. Chlapec stojící vpravo je touto scénou zděšen. Snaží se z tohoto místa uniknout, ale pohledem ještě sleduje průběh děje. Popravčí s nenávistným pohledem se sklání nad svou obětí. Jeden ze svědků tragédie s prořídlými vousem a výrazem utrpení je Caravaggio sám, vyhlíží zpoza muže stojícího před ním. Je to jeho třetí autoportrét, po nemocném Bakchovi a Muzicírujících chlapcích. Pokračoval tak v tradici včlenění autorovy podobizny do velkého veřejného obrazu zavedené Raffaelem (na fresce Athénská škola) a Michelangelem (freska Poslední soud v Sixtinské kapli). Svůj pohled namířil autor přímo na diváka, čímž dosáhl jeho vtažení do děje na plátně a tím intenzivnějšího prožívání dramatických událostí.
Obraz, který Caravaggio dodal s několikaměsíčním zpožděním, téměř okamžitě vyvolal mohutné emoce. Rentgenové snímky odhalily, že autor kompozici obrazu několikrát změnil.
Hotového obrazu se kardinál Contarelli nedožil, ale vykonavatelé závěti byli s dílem spokojeni. Pověřili Caravaggia namalováním centrálního obrazu v kapli s námětem setkání apoštola Matouše s andělem.
Po dohotovení obrazové výzdoby Contarelliho kaple kostela San Luigi dei Francesi byla cesta Caravaggia ke slávě volná. Pouze dva měsíce po instalaci obrazů v kostele dostal Caravaggio další, ještě skvostnejší zakázku na výzdobu kaple Kostela Santa Maria del Popolo.